# Mathilde Johansson
Mathilde Johansson (Göteborg, 28 aprile 1985) è un'ex tennista francese.

## Biografia
Il padre, Peter, è uno scrittore e pittore, di origini svedesi, mentre la madre, Christine, è un'insegnante.

## Carriera
Ha fatto il suo debutto in un torneo dello Slam al Roland Garros 2005, perdendo contro Svetlana Kuznecova al primo turno. Nel 2006 sempre all'Open di Francia ha raggiunto il secondo turno perdendo contro la giovane russa Marija Kirilenko in tre set.
Il 20 febbraio 2011 è stata sconfitta in finale a Bogotà dalla spagnola Lourdes Domínguez Lino con il punteggio di 6-2, 3-6, 2-6.
In carriera ha vinto 14 tornei ITF di singolare e 1 torneo ITF di doppio. Non è invece mai riuscita ad aggiudicarsi un torneo WTA. Si è ritirata nel 2016.

## Statistiche

### Singolare

#### Sconfitte (2)
| Legenda: Dal 2009     |
| --------------------- |
| Grande Slam (0)       |
| Ori Olimpici (0)      |
| WTA Championships (0) |
| Premier Mandatory (0) |
| Premier 5 (0)         |
| Premier (0)           |
| International (0)     |

| N. | Data             | Torneo                  | Superficie  | Avversario in finale   | Punteggio     |
| 1. | 20 febbraio 2011 | Copa Colsanitas, Bogotà | Terra rossa | Lourdes Domínguez Lino | 6-2, 3-6, 2-6 |
| 2. | 22 luglio 2012   | Swedish Open, Båstad    | Terra rossa | Polona Hercog          | 6-0, 4-6, 5-7 |

### Risultati in progressione
| Sigla | Risultato               |
| ----- | ----------------------- |
| V     | Vincitore               |
| F     | Finalista               |
| SF    | Semifinalista           |
| O     | Oro olimpico            |
| A     | Argento olimpico        |
| SF    | Bronzo olimpico         |
| QF    | Quarti di Finale        |
| 4T    | Quarto turno            |
| 3T    | Terzo turno             |
| 2T    | Secondo turno           |
| 1T    | Primo turno             |
| RR    | Round Robin             |
| LQ    | Turno di qualificazione |
| A     | Assente                 |
| ND    | Non disputato           |

| Legenda superfici    |
| -------------------- |
| Cemento              |
| Terra battuta        |
| Erba                 |
| Superficie variabile |

#### Singolare nei tornei del Grande Slam
| Torneo          | 2003 | 2004 | 2005 | 2006 | 2007 | 2008 | 2009 | 2010 | 2011 | 2012 | 2013 | 2014 | 2015 | V--S  |
| --------------- | ---- | ---- | ---- | ---- | ---- | ---- | ---- | ---- | ---- | ---- | ---- | ---- | ---- | ----- |
| Australian Open | A    | A    | A    | A    | A    | 1T   | 2T   | A    | 1T   | 1T   | 1T   | A    | A    | 1-5   |
| Open di Francia | A    | A    | 1T   | 2T   | 2T   | 2T   | 1T   | 1T   | 1T   | 3T   | 2T   | 1T   | 1T   | 6-11  |
| Wimbledon       | A    | A    | A    | A    | A    | 1T   | 2T   | A    | 2T   | 2T   | 2T   | A    |      | 4-5   |
| US Open         | A    | A    | A    | A    | 1T   | A    | 1T   | A    | 1T   | 1T   | 1T   | A    |      | 0-5   |
| Totale          | 0-0  | 0-0  | 0-1  | 1-1  | 1-2  | 1-3  | 2-4  | 0-1  | 1-4  | 3-4  | 2-4  | 0-1  | 0-1  | 11-26 |

#### Doppio nei tornei del Grande Slam
| Torneo          | 2003 | 2004 | 2005 | 2006 | 2007 | 2008 | 2009 | 2010 | 2011 | 2012 | 2013 | 2014 | 2015 | V--S |
| --------------- | ---- | ---- | ---- | ---- | ---- | ---- | ---- | ---- | ---- | ---- | ---- | ---- | ---- | ---- |
| Australian Open | A    | A    | A    | A    | A    | A    | 1T   | A    | A    | 1T   | 2T   | A    | A    | 1-3  |
| Open di Francia | 1T   | A    | 1T   | 1T   | 2T   | 2T   | 2T   | 1T   | 1T   | 1T   | 2T   | 1T   |      | 4-11 |
| Wimbledon       | A    | A    | A    | A    | A    | A    | A    | A    | 1T   | A    | A    | A    |      | 0-1  |
| US Open         | A    | A    | A    | A    | A    | A    | A    | A    | 1T   | 1T   | A    | A    |      | 0-2  |
| Totale          | 0-1  | 0-0  | 0-1  | 0-1  | 1-1  | 1-1  | 1-2  | 0-1  | 0-3  | 0-3  | 2-2  | 0-1  | 0-0  | 5-17 |

#### Doppio misto nei tornei del Grande Slam
| Torneo          | 2003 | 2004 | 2005 | 2006 | 2007 | 2008 | 2009 | 2010 | 2011 | 2012 | 2013 | 2014 |
| --------------- | ---- | ---- | ---- | ---- | ---- | ---- | ---- | ---- | ---- | ---- | ---- | ---- |
| Australian Open | A    | A    | A    | A    | A    | A    | A    | A    | A    | A    | A    | A    |
| Open di Francia | A    | A    | A    | A    | A    | A    | A    | 1T   | A    | 2T   | A    | 1T   |
| Wimbledon       | A    | A    | A    | A    | A    | A    | A    | A    | A    | A    | A    | A    |
| US Open         | A    | A    | A    | A    | A    | A    | A    | A    | A    | A    | A    | A    |